# エボリューション・イヴ
「エボリューション・イヴ」は、2015年6月24日にキングレコードから発売されたQUARTET NIGHTの1枚目のシングル。

## 概要
テレビアニメ『うたの☆プリンスさまっ♪ マジLOVEレボリューションズ』のメインテーマ・挿入歌として起用された。
表題曲「エボリューション・イヴ」は第12話の挿入歌およびエンディングテーマとして使用された。また、第10話でも挿入歌として使用された。
カップリング曲の「The dice are cast」は第1話のオープニングテーマとして使用された。

## チャート成績
6月23日付のオリコンデイリーランキングでは8位にランクイン。翌24日付では3位に浮上し、25日付では2位にランクインした。7月6日付のオリコン週間ランキングでは初動2.7万枚を売り上げ週間3位にランクインした。
また、ビルボードのHot Animationにおいても初の1位を獲得した。

## 収録曲
1. エボリューション・イヴ
作詞：上松範康、作曲・編曲：藤田淳平
  - テレビアニメ『うたの☆プリンスさまっ♪ マジLOVEレボリューションズ』第10話・第12話挿入歌・第12話エンディングテーマ
2. The dice are cast
作詞・作曲：上松範康、編曲：藤間仁
  - テレビアニメ『うたの☆プリンスさまっ♪ マジLOVEレボリューションズ』第1話オープニングテーマ
3. エボリューション・イヴ（instrumental）
4. The dice are cast（instrumental）